# 安德鲁·R·帕克
安德鲁·R·帕克（1967年—）是一位澳大利亚动物学家，毕业于麥覺理大學，专攻仿生学，先后在伦敦自然史博物馆、悉尼大學澳洲博物館、牛津大学任职，主要作品有《第一只眼的诞生》（In the Blink of an Eye）等。